# Mores (Canada)
Mores is een plaats (town) in de Canadese provincie Saskatchewan en telt 236 inwoners (2001).